# Vereinigung von Albanien mit dem Kosovo

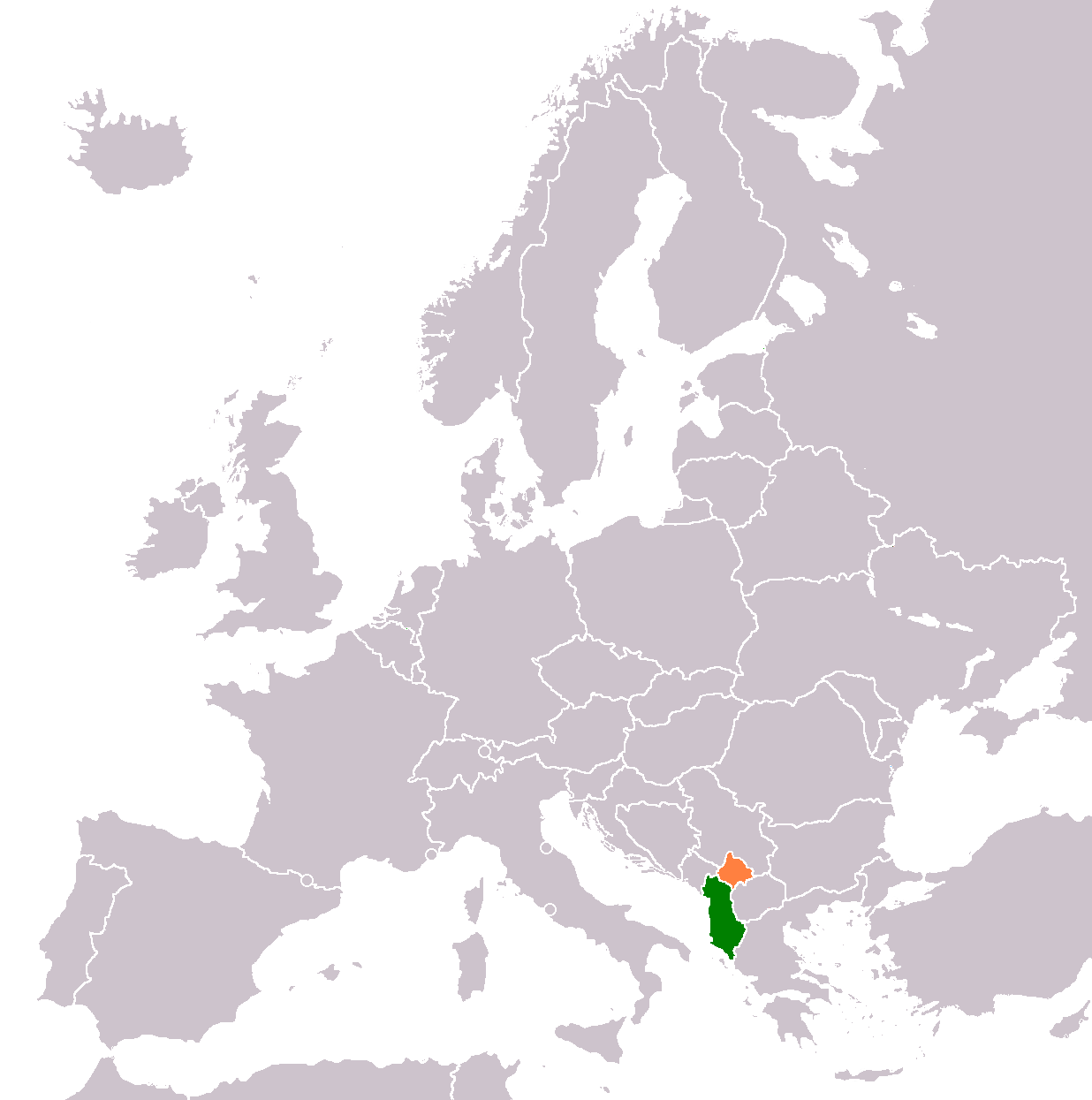
Albanien (grün) und Kosovo (orange) innerhalb Europas

Die Vereinigung von Albanien mit dem Kosovo ist eine Idee, die verstärkt seit der einseitigen Unabhängigkeitserklärung des Kosovo 2008 besteht. Diese Gebiete waren im Königreich Albanien zu Zeiten des Zweiten Weltkrieges im gleichen Staatsgebiet, davor als die „vier albanischen Vilâyets“ Janina, Monastir, Kosovo und Skutari Teil des Osmanischen Reichs. Die Idee der Vereinigung wird gemäß Umfragen in beiden Staaten mehrheitlich unterstützt.

## Absicht
Begründet wird die Vereinigungsidee unter anderem damit, dass der Staat Kosovo nicht nur von Serbien abgelehnt wird, sondern auch von vielen Kosovo-Albanern: Der 2008 gegründete, multi-ethnische Staat Kosovo habe keinerlei historische Kontinuität als Staat und sei „künstlich“ durch militärisches Einschreiten der NATO geschaffen worden. Im Jahre 2010 waren 93 % der Kosovaren ethnische Albaner, was statistisch sogar ein höherer Anteil als in Albanien selbst ist (82,58 % bei der letzten Volkszählung 2011). Vertreter der Vereinigungsidee erklären, dass bei einem Anschluss des Kosovo an Albanien die Rechte der Serben im Kosovo sowie deren Autonomie gewahrt bleiben sollen. Auch wird bei einer Vereinigung ein Gebietsaustausch ins Spiel gebracht: Der mehrheitlich serbisch bewohnte Nordkosovo soll an Serbien angegliedert werden, während die mehrheitlich albanisch besiedelten Gebiete um Preševo und Bujanovac an das neue Albanien fallen würden.

## Geschichte
Im Osmanischen Reich forderten Albaner im Rahmen der Rilindja immer wieder mehrere Rechte für die Albaner. Darunter tauchte gelegentlich auch die Forderung nach einer Vereinigung der vier albanischen Vilâyets zu einem „Albanischen Vilâyet“ auf. In Folge der Balkankriege und nach der Ausrufung der Unabhängigkeit Albaniens wurde bei der Festlegung der albanischen Grenze durch die Großmächte das Siedlungsgebiet der Albaner auf mehrere Staaten aufgeteilt.
Eine erste Vereinigung nach dem Ende des Osmanischen Reiches fand am 12. August 1941 als irredentistisches Großalbanien im Rahmen des italienischen Königreichs statt, nachdem der mehrheitlich albanisch bewohnte Kosovo zusammen mit den albanisch bewohnten Gebieten Makedoniens durch die Achsenmächte Albanien zugeschlagen wurde. Hierbei war das Land zugleich Teil der italienischen Monarchie unter König Viktor Emanuel III. Nach 1944 fiel der Kosovo wieder an Jugoslawien. Während der Proteste im Kosovo 1981 fürchtete die jugoslawische Regierung eine mögliche Vereinigung des Kosovo mit Albanien. In den frühen 1990er Jahren waren die Aussagen der Politiker diesbezüglich widersprüchlich. Der 1999 von der serbischen Polizei ermordete politische Aktivist Ukshin Hoti, Gründer der Partei der Albanischen Nationalunion, war ein lautstarker Unterstützer einer Vereinigung des Kosovo mit Albanien. 2001 erklärte Arben Imami, der Verteidigungsminister Albaniens bis 2013, dass die Vereinigung des Kosovo mit Albanien ein Ziel der Demokratischen Partei Albaniens (PD) sein sollte. Doch innerhalb seiner eigenen Partei, die als konservativ gilt, stieß dies auf Kritik.
Der Ahtisaari-Plan stellte die Unabhängigkeit des Kosovo unter die Bedingung, dass „kosovarisch“ multiethnisch sein und auf keinen Fall eine albanische Identität beinhalten sollte.
Der albanische Ministerpräsident Edi Rama von der Sozialistischen Partei (PS) hatte 2015 schon erklärt, dass eine Vereinigung unausweichlich sei: Entweder würden sich die beiden Länder als Mitglieder der Europäischen Union vereinen oder auf andere Art. 2017 drohte er erneut mit einer Vereinigung beider Gebiete, falls sich die EU-Beitritts-Perspektive verliere. Ramas Aussage und die damit verbundene Nähe zum großalbanischen Nationalismus wurde von Kommentatoren mit der damals bevorstehenden Wahl in Verbindung gebracht. Der Präsident des Kosovo Hashim Thaçi weitete diese Drohung kurz danach auf eine Vereinigung aller Albaner in einem Nationalstaat aus. Offener Widerspruch gegen die Großalbanienpläne kam von der kosovarischen Oppositionspartei LDK.
Im Mai 2019 schlug auch der kosovarische Präsident Hashim Thaçi eine Volksabstimmung über die Vereinigung des Kosovo mit Albanien vor, falls der Beitrittsprozess mit der Europäischen Union nicht vorankomme. Kritiker aus Serbien sehen diese Aussage als Versuch Thaçis, sich „ins Rampenlicht“ zu stellen, ohne dass er eine echte Absicht habe, die beiden Länder zu vereinigen.

## Öffentliche Meinung
Eine Gallup-Umfrage im Jahr 2010 zeigte, dass 81 % der Kosovo-Albaner, 62 % der Befragten in Albanien und 51,9 % in Nordmazedonien (damals noch Mazedonien) die Einrichtung eines „Großalbaniens“ befürworten würden, das nach Meinung von 95 % der Befragten Albanien, Kosovo und Teile Nordmazedoniens umfassen sollte. Die Unterstützung für eine auf Albanien und den Kosovo beschränkte Vereinigung fiel erheblich geringer aus: Diese befürworteten nur 33,7 % in Albanien, 29,2 % in Kosovo und 7,2 % in Nordmazedonien.
Von Politikern gab es selten Forderungen nach einer Vereinigung. 2017 riefen einige führende albanische Politiker wie Ben Blushi zu einer Vereinigung der beiden Staaten auf. Im Kosovo unterstützen die ehemals größte Oppositionspartei und jetzige linksnationalistische Regierungspartei Vetëvendosje unter dem Ministerpräsidenten Albin Kurti die Vereinigung. Sie tritt explizit für ein Großalbanien ein, welches ebenfalls das Preševo-Tal im Süden Serbiens, Teile Nordmazedoniens und die griechische Region Epirus beinhalten soll.
Andere albanische Politiker sowohl aus dem Kosovo als auch aus Albanien sehen den Beitritt beider Staaten in die NATO und die EU als andere Möglichkeit, die Staatsgrenzen zu überwinden, und unterstützen eine offizielle Staatsvereinigung weniger. Einige römisch-katholische und vor allem orthodoxe Albaner lehnen eine mögliche Vereinigung dieser Balkangebiete ab, da dies eine deutlichere Mehrheit der Muslime im neuen Staat mit sich bringen und so zu einer „Islamisierung“ Albaniens beitragen würde.

## Binationale Zusammenarbeit und gesellschaftlicher Zusammenschluss
Die Regierungen Kosovos und Albaniens arbeiten bereits in vielen Bereichen eng zusammen. Regelmäßig kommt es zu Treffen der beiden Regierungen. Der Kosovo und Albanien teilen sich gemeinsame Verwaltungssektoren wie Bildung und Polizeiausbildung. Der Warenaustausch zwischen den beiden Ländern wird laufend vereinfacht. Es gibt auch eine abgestimmte Außenpolitik.
Seit dem Kosovokrieg verstärkte sich der Waren- und Personenverkehr zwischen Albanien und Kosovo. Der Austausch ermöglichte auch kulturelle und gesellschaftliche Verbindungen, wirtschaftliche Verflechtungen und in beiden Ländern konsumierte Medien.